# داگلاس بی‌تی‌دی دسترویر
داگلاس بی‌تی‌دی دسترویر (به انگلیسی: Douglas BTD Destroyer) یک هواپیمای ساختِ کارخانهٔ شرکت هواپیماسازی داگلاس در کشور ایالات متحده آمریکا است. نخستین استفاده‌کنندهٔ این هواپیما نیروی دریایی ایالات متحده آمریکا بوده‌است. این هواپیما برای نخستین بار در ۸ آوریل ۱۹۴۳ میلادی مورد استفاده قرار گرفت.